# Karel Hengeveld
Karel Hengeveld (Den Haag, 18 augustus 1935 – Velp, 26 juli 2014) was een Nederlands politicus van de PvdA.
Hij werd geboren als zoon van een onderwijzersechtpaar. Zelf heeft hij jaren als planoloog gewerkt bij de Dienst Ruimtelijke Ordening en Volkshuisvesting van de provincie Gelderland. Hengeveld is ook gemeenteraadslid in Rheden geweest voor hij in december 1981 benoemd werd tot waarnemend burgemeester van de gemeenten Herwijnen en Vuren. In 1986 gingen beide gemeenten op in de nieuwe gemeente Lingewaal (aanvankelijk als 'gemeente Vuren') waarmee zijn functie kwam te vervallen. Ondanks fel verzet van onder andere burgemeester Hengeveld ging het dorp Dalem toen over naar de provincie Zuid-Holland en werd onderdeel van de gemeente Gorinchem. Dat werd gezien als wisselgeld voor het Gelders blijven van de nieuwe kwartetgemeente, Asperen, Herwijnen, Heukelum (met Spijk) en Vuren. Gorinchem (Zuid-Holland) kreeg daarmee na vele jaren de mogelijkheid naar het oosten uit te breiden.
Hij overleed midden 2014 op 78-jarige leeftijd.